# Citroën Xsara Picasso
La Xsara Picasso è una autovettura monovolume di classe media prodotta dalla Casa francese Citroën e derivata dalla normale gamma Xsara.
Per il mercato europeo è stata prodotta e commercializzata tra la fine del 1999 e il 2010, mentre dal 2001 al 2012 è stata assemblata e venduta in America meridionale e in Cina.

## Contesto e presentazione
La seconda metà degli anni novanta vide l'inizio della proliferazione dei veicoli monovolume di taglia media, un settore di mercato in cui sarebbero entrati numerosi costruttori nel decennio successivo.
Il 1997 si può indicare come l'anno di nascita di questo segmento, con la presentazione della Renault Mégane Scénic, prima monovolume media europea, un modello di assoluto successo. Nello stesso anno, un'altra Casa francese, la Citroën, nell'introdurre la Xsara, berlina destinata a sostituire la vecchia ZX, annunciò che dalla nuova vettura di segmento C sarebbe stata derivata una monovolume, proprio come fece la Renault con la gamma Mégane.
La nuova monovolume venne presentata al salone di Parigi del 1998 e venne battezzata Xsara Picasso, per evidenziare la stretta parentela tecnica con la Xsara. Il nome Picasso, invece, avrebbe avuto un seguito anche dopo l'uscita di produzione di entrambe le vetture e da lì in avanti avrebbe caratterizzato tutte le monovolume Citroën derivate da altre vetture esistenti (fatta eccezione quindi per la C8, non derivata da altri modelli Citroën).
La commercializzazione della Xsara Picasso venne avviata in Francia all'inizio di dicembre del 1999, mentre in Italia cominciò nel febbraio del 2000, sebbene fosse possibile ordinarla già negli ultimissimi mesi dell'anno precedente.

### Linee e interni
La Xsara Picasso segnò un ritorno all'originalità e all'innovazione da parte della Casa francese, quanto meno dal punto di vista stilistico.
La monovolume francese presentava infatti un particolare profilo "a goccia" o "a uovo" che l'avrebbe resa di fatto una delle più originali monovolume del panorama automobilistico mondiale, anche dopo diversi anni dal suo esordio.

I gruppi ottici anteriori, anch'essi a goccia, riprendevano la forma dell'intero corpo vettura.

La vista laterale evidenziava la particolare configurazione della superficie vetrata a quattro luci per lato con montanti sottili per favorire la luminosità interna. Il montante anteriore molto inclinato creava un parabrezza dalla superficie molto estesa; il montante posteriore, pur con un'inclinazione minore, ne seguiva l'andamento. Il profilo, inoltre, era sottolineato dall'incavo longitudinale che tagliava le portiere appena sotto la linea delle maniglie, ma anche dal fascione di protezione in plastica grezza. Il parafango anteriore recava la scritta "Picasso" sottolineata, come se si trattasse di una firma del famoso artista del Novecento. Originale, ma soprattutto all'insegna della praticità era la coda, con l'ampio portellone con battuta molto bassa, così da facilitare il carico di oggetti ingombranti e/o pesanti.

Anche l'abitacolo mostrava contenuti originali, con il cruscotto sistemato in posizione centrale e composto interamente da strumentazione di tipo digitale, che comprendeva anche il termometro e la spia di chiusura porte, ma non il contagiri. La console centrale, anch'essa a forma di goccia, ospitava anche la leva del cambio, come iniziava a diffondersi tra le monovolume. Numerosi erano i cassetti e i vani portaoggetti sparsi nella vettura. Il vano bagagli, ampiamente modulabile grazie alla possibilità di abbattere singolarmente i sedili che formavano il divano posteriore, poteva disporre anche di un carrellino pieghevole. Come optional era previsto un tetto ripiegabile in tela, che copriva tutta la superficie del padiglione.

### Struttura e meccanica
Strutturalmente simile alla Xsara berlina, la Xsara Picasso era stata però rivista in alcuni punti, in modo da accrescerne il livello di sicurezza passiva.

Lo schema delle sospensioni prevedeva ruote indipendenti sui due assali, con un avantreno MacPherson e un retrotreno a bracci tirati e molle a barra di torsione, uno schema già visto non solo nelle altre Xsara, ma anche in gran parte della produzione del Gruppo PSA. Il retrotreno, in particolare, riprendeva dalla Xsara la soluzione dell'effetto autodirezionale, introdotto nel 1991 con la ZX.

L'impianto frenante era di tipo misto, con dischi autoventilanti all'avantreno e tamburi sull'asse posteriore.

### Motorizzazioni
Al debutto, la Xsara Picasso era disponibile in tre motorizzazioni:
- 1.6 a benzina da 90 CV;
- 1.8 a benzina da 115 CV;
- 2.0 HDi turbodiesel common rail da 90 CV.

Tutte le motorizzazioni erano accoppiate a un cambio manuale a cinque marce.

## Evoluzione
Nei primissimi anni di mercato la gamma della Xsara Picasso non subì grandi aggiornamenti: alla fine del 2000, la versione di base passò da 90 a 95 CV, mentre nel 2001 si ebbe l'arrivo della versione speciale Combi SX, caratterizzata dall'avere quattro posti invece di cinque: la zona centrale era occupata da un bauletto portaoggetti, mentre l'abitacolo era diviso dal bagagliaio mediante una paratia fissa. Questa versione era disponibile unicamente con il 2 litri HDi da 90 CV.

Nel 2001, poco dopo il lancio del mezzo, la Citroën interpellò la scuola di design Espera per la costruzione di un esemplare in configurazione fuoristrada. Denominato El Bicho, il mezzo presentava sospensioni rialzate, ruote maggiorate, un design leggermente rielaborato e trazione integrale.

Nel 2002 la gamma si moltiplicò: le motorizzazioni restarono invariate, ma furono disponibili in più livelli di allestimento. La 1.6 di base venne resa disponibile nei due livelli Classique e Attraction, mentre le altre due motorizzazioni potevano essere ordinate anche nei livelli Elegance ed Exclusive. In questo stesso anno la casa francese commissionò al designer svizzero Franco Sbarro una versione ad alte prestazioni della Picasso. Per soddisfare le direttive, Sbarro installò sulla Picasso un nuovo body kit sportivo che doveva ospitare i nuovi pneumatici sportivi Michelin Pilot Sport 255/40 ZR 19 e delle prese d'aria supplementari per il raffreddamento dei freni a disco derivati dalla Xsara Kit Car. Nella parte posteriore sono stati applicati un nuovo estrattore e uno spoiler, mentre gli interni sportivi sono derivati dalla Peugeot 306 S16. Di stessa provenienza è il propulsore da 250 cv di potenza gestito da un cambio manuale a sei marce. Le originali quattro porte sono state sostituite da due sportelli in configurazione ad ala di gabbiano.

Nel 2003 la gamma si arricchì con l'arrivo del motore 2 litri a benzina da 136 CV, lo stesso utilizzato anche nelle Peugeot 206 GTi.

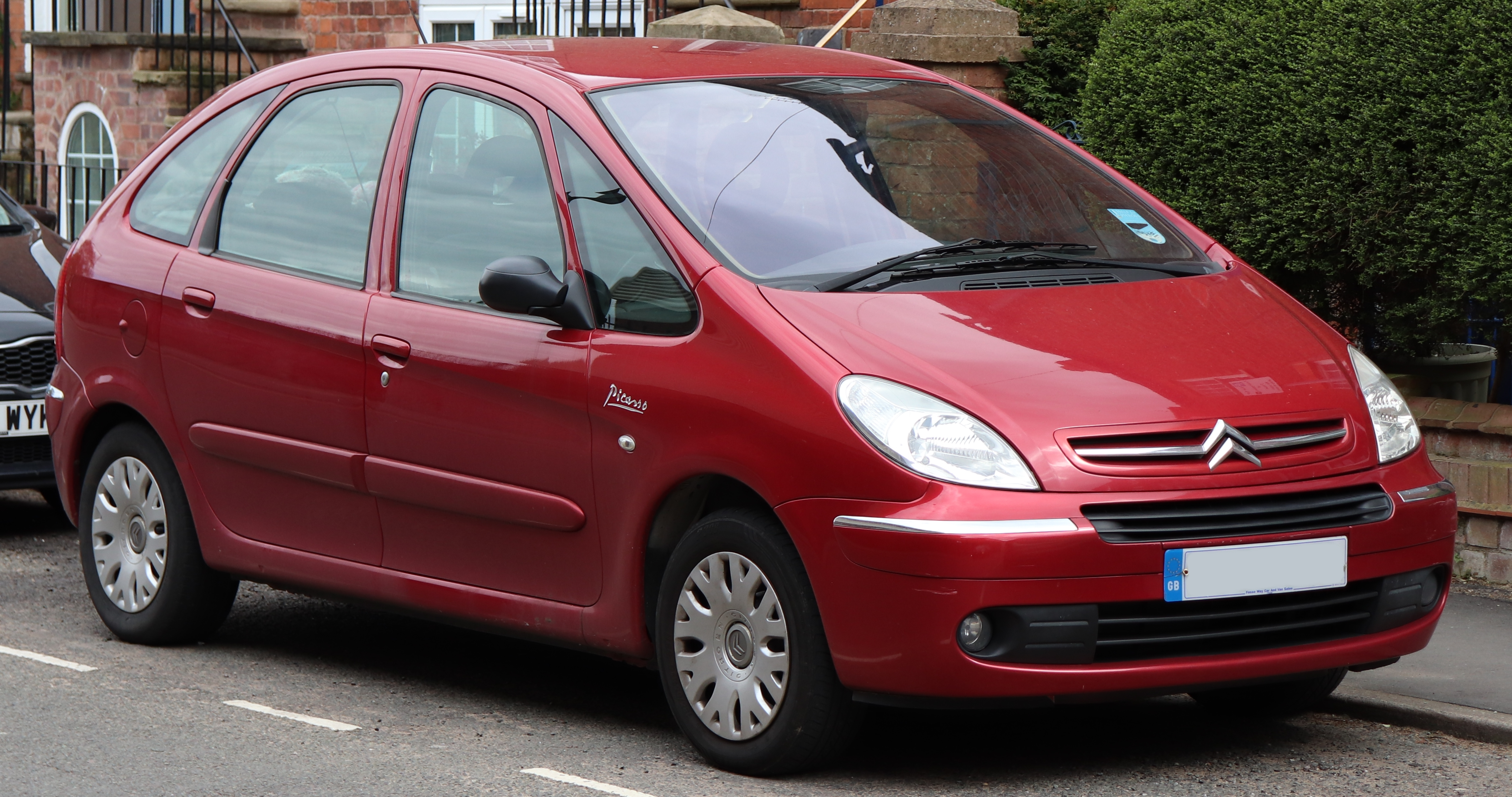
Restyling della Xsara Picasso (vista anteriore)

Nel febbraio del 2004 arrivò il restyling di mezza età: gli aggiornamenti estetici più visibili riguardavano solo alcuni dettagli, per esempio alcuni inserti cromati e i fascioni sottoporta in tinta, così come in tinta erano anche le maniglie porta. Il livello di allestimento Chrono sostituì il livello Attraction, mentre la gamma venne arricchita con le nuove versioni a doppia alimentazione bi-fuel (benzina/GPL) e bi-energy (benzina/metano). Altra importante novità fu l'arrivo del nuovo motore a gasolio DV6 1.6 HDi common rail da 110 CV, superiore per potenza a quello del 2 litri HDi da 90 CV, che rimase comunque in listino.

Nel 2006 debuttò la C4 Picasso, la nuova monovolume su base C4, destinata a sostituire la Xsara Picasso. In realtà quest'ultima venne mantenuta in listino e rimase in produzione ancora per alcuni anni. Non solo, ma la gamma venne ampliata con nuove motorizzazioni. Al posto del vecchio 1.6 monoalbero a benzina, venne introdotto un 1.6 bialbero da 110 CV, disponibile anche in versione bi-fuel (GPL) da 106 CV. Contemporaneamente, il 2 litri HDi da 90 CV venne eliminato: al suo posto fu inserita una variante depotenziata del 1.6 HDi, anch'esso da 90 CV, mentre il 1.6 HDi da 110 CV ricevette il filtro antiparticolato. Inoltre sparì dal listino la versione 1.8 16v da 115 CV, mentre il livello di allestimento Seduction sostituì il livello Chrono.
La gamma a questo punto era così composta:
- 1.6 16v (benzina) da 110 CV;
- 1.6 16v bi-fuel (benzina/GPL) da 106 CV;
- 2.0 16v (benzina) da 136 CV;
- 1.6 16v HDi (gasolio) da 90 CV;
- 1.6 16v HDi (gasolio) da 110 CV.

Nel 2007 venne tolta dal listino la versione 2 litri a benzina. La gamma era così composta unicamente da motori da 1.6 litri, a benzina, a gasolio o bi-fuel benzina/GPL.

Nel 2009 venne eliminata anche la versione a doppia alimentazione: così rimaneggiata, la gamma giunse al termine della sua carriera, avvenuto nel settembre 2010.

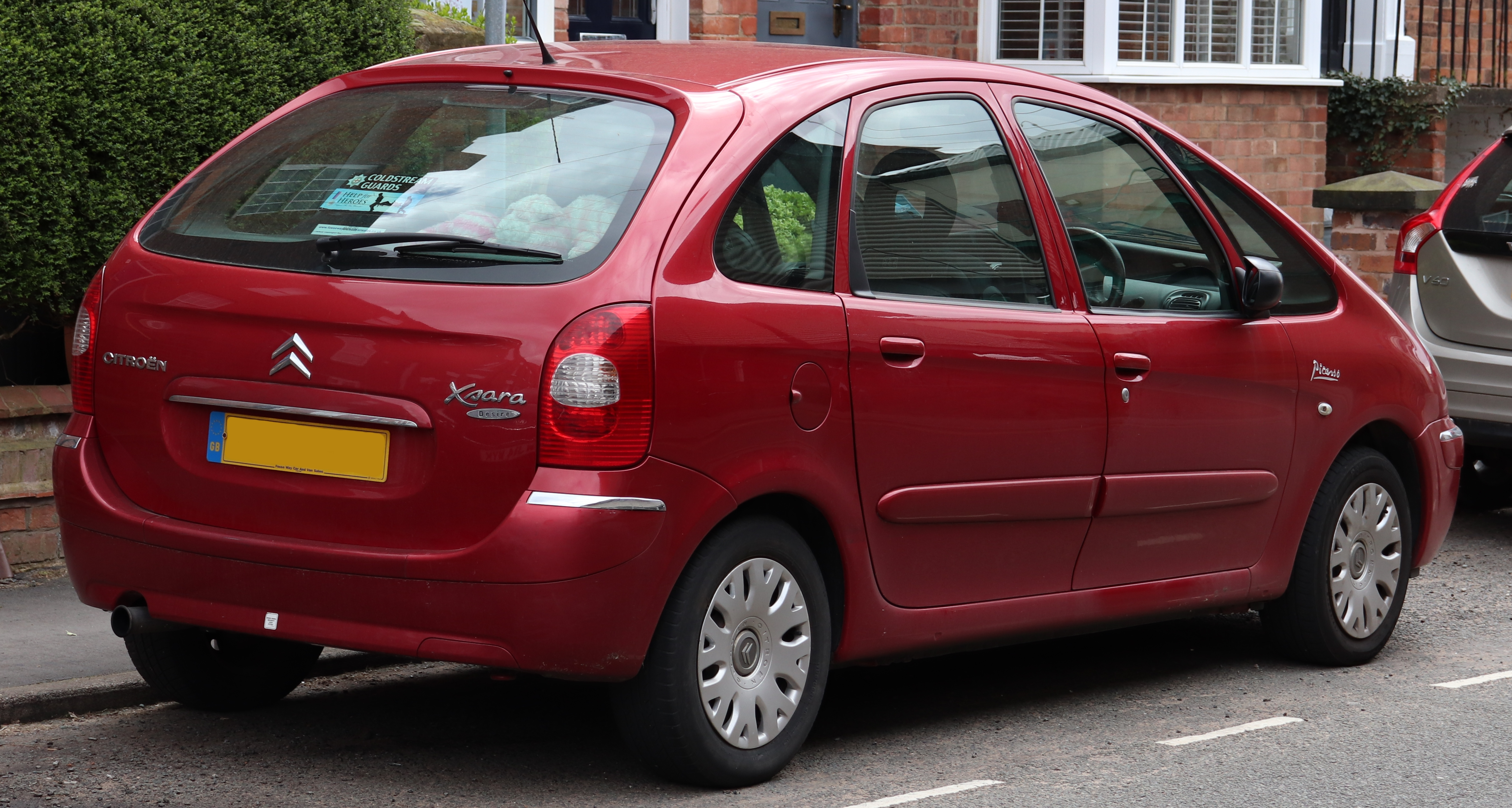
Restyling della Xsara Picasso (vista posteriore)

## Riepilogo caratteristiche
Di seguito vengono mostrate le caratteristiche delle versioni previste per la gamma Xsara Picasso nel corso della sua carriera: i prezzi sono in Euro e si riferiscono al prezzo della vettura nel livello di allestimento più economico e al momento del debutto in Italia.
| Modello            | Motore             | Cilindrata cm³     | Alimentazione           | Potenza CV/rpm     | Coppia Nm/rpm      | Massa a vuoto (kg) | Velocità max       | Acceler. 0–100 km/h | Consumo (l/100 km) | Anni di produzione | Prezzo al debutto in Euro |
| Versioni a benzina | Versioni a benzina | Versioni a benzina | Versioni a benzina      | Versioni a benzina | Versioni a benzina | Versioni a benzina | Versioni a benzina | Versioni a benzina  | Versioni a benzina | Versioni a benzina | Versioni a benzina        |
| ------------------ | ------------------ | ------------------ | ----------------------- | ------------------ | ------------------ | ------------------ | ------------------ | ------------------- | ------------------ | ------------------ | ------------------------- |
| 1.6i               | TU5JP              | 1587               | Iniezione elettronica   | 90/5600            | 135/3500           | 1.240              | 170                | 16"5                | 7.7                | 2000-01            | 17.695                    |
| 1.6i               | TU5JP              | 1587               | Iniezione elettronica   | 95/5700            | 138/3500           | 1.240              | 171                | 15"                 | 7.6                | 2001-05            | 17.678                    |
| 1.6i 16v           | TU5JP4             | 1587               | Iniezione elettronica   | 110/5800           | 147/3000           | 1.268              | 180                | 11"4                | 7.3                | 2006-10            | 17.750                    |
| 1.8i 16v           | EW7                | 1749               | Iniezione elettronica   | 117/5500           | 163/4000           | 1.245              | 187                | 12"6                | 7.7                | 2000-06            | 18.108                    |
| 2.0i 16v           | EW10J4             | 1997               | Iniezione elettronica   | 136/6000           | 190/4100           | 1.326              | 192                | 10"9                | 8.7                | 2003-07            | 21.860                    |
| Versioni a gasolio |                    |                    |                         |                    |                    |                    |                    |                     |                    |                    |                           |
| 1.6 HDi 16v        | DV6ATED4           | 1560               | Turbodiesel common rail | 90/4000            | 215/1750           | 1.290              | 175                | 12"1                | 5.1                | 2006-10            | 19.850                    |
| 1.6 HDi 16v        | DV6TED4            | 1560               | Turbodiesel common rail | 110/4000           | 240/1750           | 1.318              | 183                | 10"8                | 5.1                | 2004-10            | 19.750                    |
| 2.0 HDi            | DW10A              | 1997               | Turbodiesel common rail | 90/4000            | 205/1900           | 1.300              | 172                | 14"9                | 5.5                | 2000-06            | 20.277                    |

## La Xsara Picasso nel mondo
A partire dal 2001 la Xsara Picasso è commercializzata in America meridionale e in Cina, grazie a produzioni locali.
La Xsara Picasso è in assoluto il primo modello assemblato nell'impianto brasiliano del Gruppo PSA di Porto Real. La produzione, destinata a coprire l'area del Mercosur, è iniziata nel dicembre del 2000, prima dell'inaugurazione ufficiale della fabbrica, avvenuta il 1º febbraio del 2001. Nello stesso mese di febbraio è stata avviata la commercializzazione della vettura in Brasile, mentre in Argentina è arrivata in agosto.
In Cina, dove è stata presentata il 18 novembre del 2001, la Xsara Picasso è prodotta nello stabilimento gestito dalla joint venture Dongfeng Peugeot-Citroën Automobiles.
La versione ristilizzata di entrambe le produzioni extra-europee, presentata nel 2007, differisce dall'ultimo modello europeo, soprattutto per il frontale ridisegnato in linea con le tendenze dell'ultima produzione Citroën.
Nel 2012 esce di produzione il modello brasiliano dopo oltre 106.000 esemplari assemblati in 11 di anni nello stabilimento di Porto Real.